# Liste der Naturdenkmale in Niersbach
Die Liste der Naturdenkmale in Niersbach nennt die im Gemeindegebiet von Niersbach ausgewiesenen Naturdenkmale (Stand 11. März 2024).

## Ehemalige Naturdenkmale
| Nr. | Bezeichnung                     | Lage                                                   | Beschreibung                                 | Bild                                    |
| --- | ------------------------------- | ------------------------------------------------------ | -------------------------------------------- | --------------------------------------- |
|     | Felsgestein des Martinsbrunnens | Greverath, südlich des Ortes an der L 49 Lage          | Felsformation; Rechtsverordnung aufgehoben   | Direkt Bild zu diesem Denkmal hochladen |
|     | Eiche                           | Niersbach, westlich des Ortes; Abteilung Flürchen Lage | Quercus petraea; Rechtsverordnung aufgehoben | Direkt Bild zu diesem Denkmal hochladen |